# Ardian Ismajli
Ardian Ilmi Ismajli (n. 30 septembrie 1996) este un fotbalist kosovar, care joacă pe post de fundaș la Torino în Serie A. Pe plan internațional, are prezențe la națională pentru Albania.

## Cariera pe echipe

### Cariera timpurie
Ismajli a jucat pentru echipa din al doilea eșalon al fotbalului din Kosovo pentru 2 Korriku din Priștina, Kosovo. El și-a făcut debutul la seniori în a doua jumătate a sezonului 2013-2014, iar la mijlocul anului 2015, Ismajli a fost împrumutat timp de un sezon la echipa din Superliga din Kosovo, Priștina.

### Hajduk Split
În februarie 2016, Ismajli a semnat un contract pe trei ani și jumătate cu echipa croată Hajduk Split, după ce a dat probe. Ismajli a jucat inițial pentru Hajduk Split II în 3. HNL. La data de 14 mai 2016 și-a făcut debutul la echipa mare a lui Hajduk împotriva Zagrebului în prima Ligă Croată de fotbal și a integralist, jucând ca fundaș central într-o victorie scor 3-2. Ismajli a fost avertizat în minutul 48.
În sezonul 2016-2017, Ismajli a devenit titular, sub comanda antrenorului Marijan Pušnik. În primul meci al sezonului, cel din al doilea tur preliminar din UEFA Europa League 2016-2017 împotriva Politehnicii Iași din România, a fost inclus în lot, dar nu a jucat niciun minut. Ismajli a început următorul meci în campionat câștigat cu 2-0 în fața nou-promovatei Cibalia, în care a jucat ca fundaș dreapta. La 18 august 2016, și-a făcut debutul în UEFA Europa League într-o înfrângere scor 2-1 împotriva lui Maccabi Tel Aviv de pe stadionul Netanya în playoff după ce a fost numit titular. La 21 august 2016, Ismajli a marcat primul său gol pentru Hajduk într-o înfrângere scor 4-2 împotriva lui Rijeka de pe stadionul Poljud.

## Cariera la națională

### Kosovo

#### Seniori
La 2 octombrie 2016, Ismajli a fost convocat la naționala Kosovoului pentru meciurile de calificare la Campionatul Mondial din 2018 împotriva Croației și Ucrainei, dar cu o zi înainte de a ajunge la lot, s-a accidentat în timpul derby-ului dintre Dinamo Zagreb și Hajduk Split. La 29 mai 2018, Ismajli și-a făcut debutul pentru Kosovo în meci amical cu Albania, fiind titular.

#### U-21
La 5 iunie 2017, Ismajli a primit telegrama de convocare la naționala U21 a Kosovoului pentru un meci de calificare la Campionatul European sub 21 de ani în 2019 împotriva Norvegiei U21 și a debutat după ce a fost numit în echipa de start.

### Albania
La 7 noiembrie 2018, Ismajli a primit o convocare din partea Albaniei pentru meciul din Liga Națiunilor UEFA 2018-2019 împotriva Scoției și pentru un meci amical împotriva Țării Galilor.

## Statistici privind cariera

### Club
Începând cu 4 noiembrie 2018
| Club          | Sezon         | Campionat                        | Campionat | Campionat | Cupă    | Cupă   | Europa  | Europa | Altele  | Altele | Total   | Total  |
| Club          | Sezon         | Divizie                          | Meciuri   | Goluri    | Meciuri | Goluri | Meciuri | Goluri | Meciuri | Goluri | Meciuri | Goluri |
| ------------- | ------------- | -------------------------------- | --------- | --------- | ------- | ------ | ------- | ------ | ------- | ------ | ------- | ------ |
| Hajduk Split  | 2015-2016     | Prima Liga de Fotbal din Croația | 1         | 0         | 0       | 0      | 0       | 0      | -       | -      | 1       | 0      |
| Hajduk Split  | 2016-2017     | Prima Liga de Fotbal din Croația | 18        | 1         | 0       | 0      | 2       | 0      | -       | -      | 20      | 1      |
| Hajduk Split  | 2017-2018     | Prima Liga de Fotbal din Croația | 14        | 0         | 2       | 0      | 0       | 0      | -       | -      | 16      | 0      |
| Hajduk Split  | 2018-2019     | Prima Liga de Fotbal din Croația | 17        | 1         | 3       | 0      | 0       | 0      | -       | -      | 4       | 0      |
| Hajduk Split  | Total         | Total                            | 50        | 1         | 5       | 0      | 2       | 0      | -       | -      | 57      | 2      |
| Total carieră | Total carieră | Total carieră                    | 50        | 1         | 5       | 0      | 2       | 0      | -       | -      | 57      | 2      |

1. ↑  Meciuri în competiții europene precum Liga Campionilor UEFA și Europa League
2. ↑  Meciuri în alte competiții, cum ar fi Supercupa Croației

### Meciuri la națională
Până pe 29 mai 2018
| Echipa națională | An    | Meciuri | Goluri |
| ---------------- | ----- | ------- | ------ |
| Kosovo           | 2018  | 1       | 0      |
| Total            | Total | 1       | 0      |